# Bushnell (Florida)
Bushnell es una ciudad ubicada en el condado de Sumter en el estado estadounidense de Florida. En el Censo de 2010 tenía una población de 2.418 habitantes y una densidad poblacional de 399,14 personas por km².

## Geografía
Bushnell se encuentra ubicada en las coordenadas 28°39′57″N 82°6′57″O / 28.66583, -82.11583. Según la Oficina del Censo de los Estados Unidos, Bushnell tiene una superficie total de 6.06 km², de la cual 6.06 km² corresponden a tierra firme y (0.04%) 0 km² es agua.

## Demografía
Según el censo de 2010, había 2.418 personas residiendo en Bushnell. La densidad de población era de 399,14 hab./km². De los 2.418 habitantes, Bushnell estaba compuesto por el 81.39% blancos, el 12.74% eran afroamericanos, el 0.87% eran amerindios, el 0.5% eran asiáticos, el 0% eran isleños del Pacífico, el 2.48% eran de otras razas y el 2.03% pertenecían a dos o más razas. Del total de la población el 8.06% eran hispanos o latinos de cualquier raza.